# Cold Cold Man
Cold Cold Man è un singolo del gruppo musicale statunitense Saint Motel, pubblicato nel 2015.
Il brano è stato esibito dallo stesso gruppo al Festival di Sanremo 2015.